# Boehmeria yaeyamensis
Boehmeria yaeyamensis är en nässelväxtart som beskrevs av S. Hatusima. Boehmeria yaeyamensis ingår i släktet Boehmeria och familjen nässelväxter. Inga underarter finns listade i Catalogue of Life.